# Горки (Горковское сельское поселение)
Горки — деревня в Кинешемском районе Ивановской области. Административный центр Горковского сельского поселения. Расстояние до районного центра (город Кинешма) — 9 км.

## География
Расположена в западной части сельского поселения. Через деревню протекает река Кинешемка. Южная часть деревни — бывшее село (погост) Заовражье.

## История
С образования Кинешемского уезда в его состав вошла Горковская волость. В 1911 году было создано Горковское земское училище

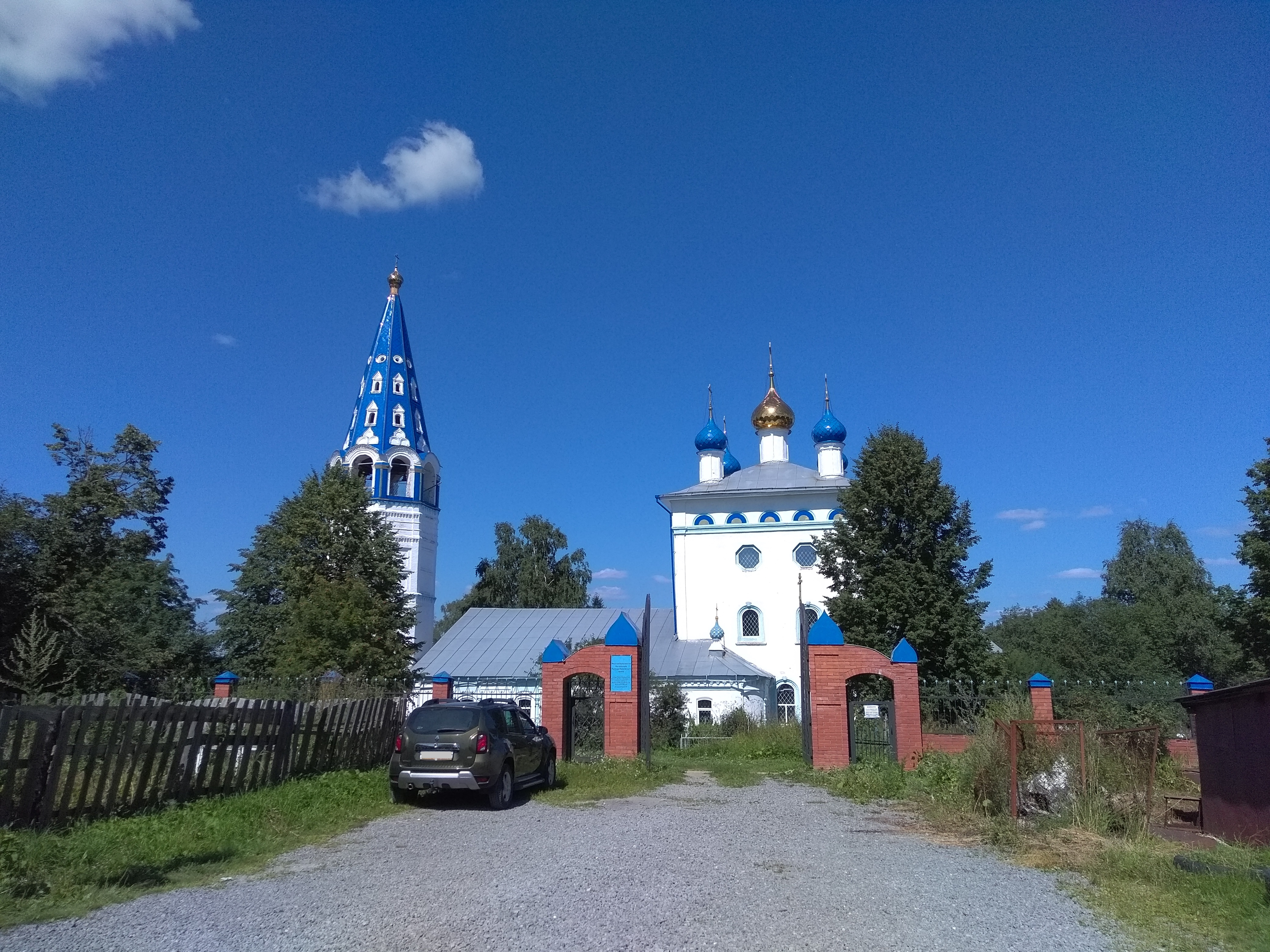
Храм Введения во храм Пресвятой Богородицы

В 1780 года в селе Заовражье (в настоящее время часть деревни Горки) был возведён храм Введения во храм Пресвятой Богородицы 1780 года, кирпичный, в традиционных формах, пятиглавый храм с шатровой колокольней и росписями XIX века. Построен на средства прихожан. Памятник архитектуры. Со времени возведения по настоящее время храм никогда не закрывался. Пример использования мотивов допетровской архитектуры в период классицизма, характерный для этого региона, ранее входившего в Костромскую губернию. По данным, опубликованным в 1863 году, в храме имелись престолы: Воскресения Иисуса Христа из мертвых, Божьей матери, Введения её в храм и пророка Илии. У храма находилось кладбище со старинными каменными надгробиями. На своде сохранилась первоначальная роспись середины XIX века — композиция «Новозаветная Троица» в окружении ангельских чинов. Храм и трапезная были расписаны маслом в конце XIX века, тогда же была прописана живопись свода. В 1972 году стенопись всей церкви была поновлена. Роспись является характерной для позднеакадемической манеры. Типы ряда женских и детских лиц заимствованы с полотен Г. И. Семирадского, построения ряда сцен восходят к иллюстрациям Библии Юлиуса Шнорра. Главный иконостас трёхъярусный, создан во второй половине XIX века, выдержан в формах классицизма с барочными мотивами в резьбе.

## Население
| 1872 | 1897 | 1907 | 2002 | 2010 |
| ---- | ---- | ---- | ---- | ---- |
| 79   | ↘62  | ↗76  | ↗107 | ↘100 |

## Инфраструктура
- Администрация Горковского сельского поселения
- кладбище (погост) у храма Введения
- к западу от деревни — Горковское кладбище

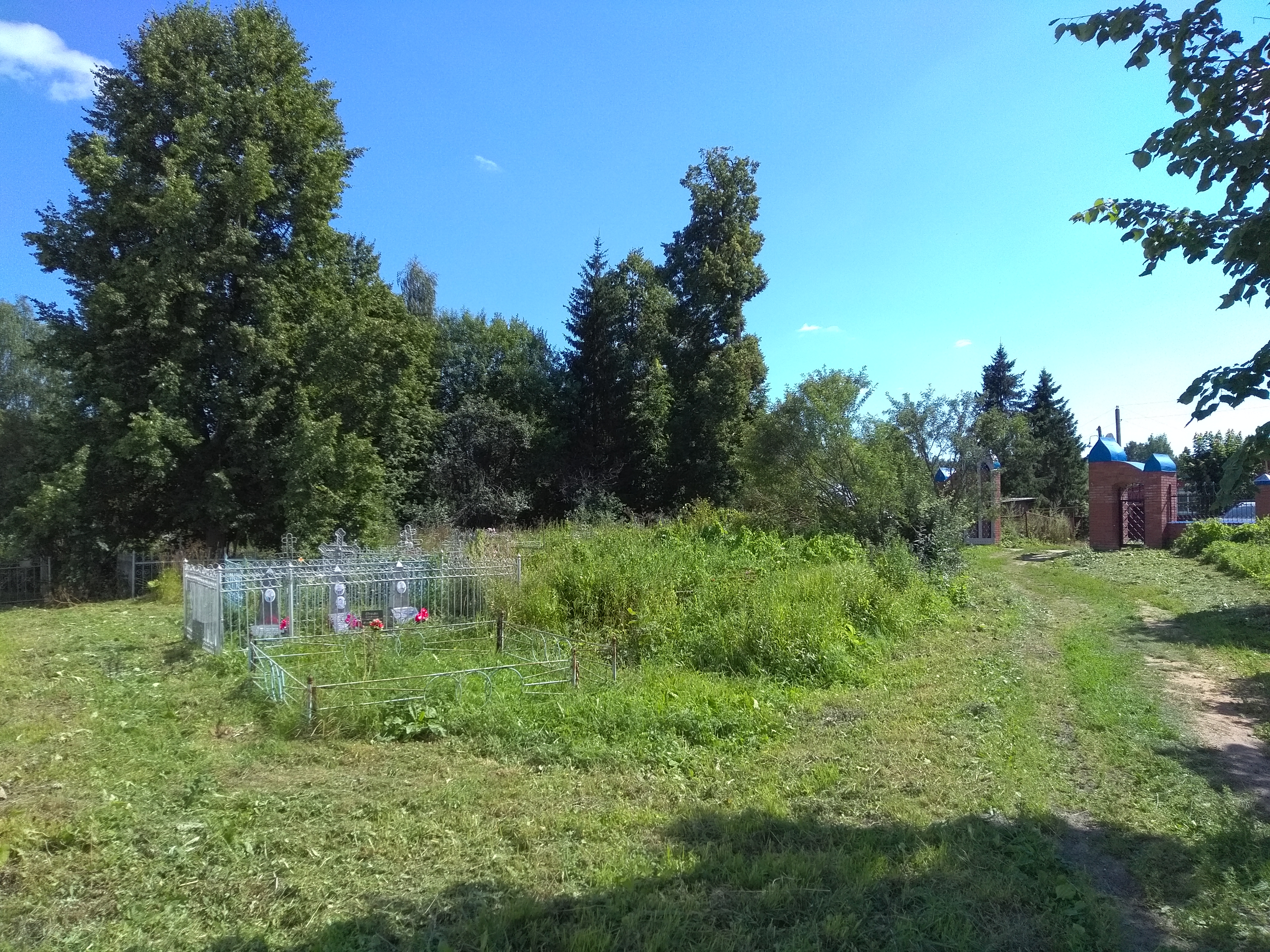
Кладбище, храм Введения во храм Богородицы

## Транспорт
Деревня доступна автотранспортом. Расположена на автомобильной дороге межмуниципального значения Кинешма — Доброхотово.
- две автобусные остановки